# Jordi Tarrés Páramo
Jordi Tarrés Páramo (Barcelona, España, 16 de marzo de 1981) es un futbolista español nacionalizado hongkonés. Juega como extremo o media punta. Su actual equipo es el Lee Man FC de la liga de Hong Kong.

## Trayectoria
Debuta con 16 años con el Club de Fútbol Igualada de Tercera División. Ganó el Campeonato de España sub-17 con la selección de Cataluña. Posteriormente se incorpora al fútbol base del R. C. D. Espanyol, hasta jugar con el Espanyol B. Jordi a lo largo de su carrera en España también militó en clubes como el C.E. Sabadell, Hércules C.F., Terrassa F.C. y Lorca Deportiva. En estas temporadas jugó 5 play offs, de los que consiguió ascender en 3 de ellos.
El 26 de julio de 2010 ficha por el Kitchee SC de Hong Kong (China), consiguiendo proclamarse Campeón de Primera División de Hong Kong tras 47 años de sequía del club. A su vez , se proclama máximo goleador del Campeonato ese mismo año. 
La temporada siguiente consigue el Campeonato de Liga con el Kitchee , por segundo año consecutivo, ganando esa temporada 2 MVP del mes (enero y mayo), de los 9 meses de competición. Ese año se consuma el triplete del equipo, ganando la Copa FA de Hong Kong y la League Cup, además de la Primera División de Hong Kong. Ese año consigue marcar 4 goles en la fase de grupos de la Copa de la AFC 2012, en la que el Kitchee se proclama Campeón de Grupo. 
En el año 2013, Jordi consigue el "top scorer" de la Copa de la AFC 2013 con 10 goles en 6 partidos de la fase de grupos, marcando en todos los partidos.

## Clubes
| Club               | País      | Años       |
| ------------------ | --------- | ---------- |
| CF Igualada        | España    | 1997-1999  |
| RCD Espanyol B     | España    | 1999-2000  |
| UE Cornellà        | España    | 1999-2001  |
| RCD Espanyol B     | España    | 2001-2002  |
| CE Sabadell        | España    | 2002-2004  |
| Hércules CF        | España    | 2004-2005  |
| Terrassa FC        | España    | 2005-2007  |
| Lorca Deportiva CF | España    | 2007-2008  |
| RCD Espanyol B     | España    | 2008-2009  |
| CE L'Hospitalet    | España    | 2009- 2010 |
| Kitchee SC         | Hong Kong | 2010-2019  |
| Lee Man FC         | Hong Kong | 2019-      |